# Apuñalamiento masivo en la escuela Gambetta-Carnot
El 13 de octubre de 2023, se produjo un apuñalamiento masivo en la escuela secundaria Gambetta-Carnot, la cual se encuentra en Arras, Pas-de-Calais, Hauts-de-France, Francia. Un profesor fue asesinado (Dominique Bernard) y otros tres fueron gravemente heridos.
En primera instancia, se relacionó el ataque con que Hamás había llamado a un día global de terrorismo el día 13 de octubre. El perpetrador ya era conocido por el servicio de seguridad Francés ya que tenía involucramientos con el islamismo radical.
Alrededor de las 11:00 CEST del 13 de octubre de 2023, comenzó el ataque en el aparcamiento de la escuela.  Según testigos, se escuchó al sospechoso gritar "Allahu akbar" durante el ataque.  El atacante fue confrontado por un profesor y otros miembros del personal, incluido el director, antes de ser detenido por la policía.  
Un profesor de francés, Dominique Bernard, murió por apuñalamiento mientras que otro profesor, un guardia de seguridad y una señora de limpieza resultaron gravemente heridos.  
El presunto atacante es un hombre ruso de origen ingush  que nació en 2003 y se mudó a Francia con su familia en 2008.  La policía lo había detenido el día anterior bajo sospecha de radicalismo.  El sospechoso era conocido por los servicios de seguridad franceses por su implicación con el islamismo radical; fue arrestado por la policía.  El sospechoso figuraba en una lista estatal de personas potencialmente peligrosas y se dice que el servicio secreto nacional DGSI, entre otras cosas, interceptó sus conversaciones telefónicas.  El sospechoso es un exalumno de la escuela y su hermano menor también fue detenido el mismo día.  El atacante juró lealtad al Estado Islámico y expresó su odio hacia Francia. 
El funeral de Bernard se celebró en la catedral de Arras y se utilizaron pantallas para retransmitir a los cien espectadores que estaban afuera. Bernard recibió póstumamente la Legión de Honor de manos del presidente francés Macron. 
Después del atentado, se produjeron varias alertas de bombas en todo el país, incluyendo universidades, estaciones de tren, aeropuertos, el palacio de Versalles y el museo del Louvre.